# ميغ سكات
ميغ سكات بالأنجليزية: SCAT))هي طائرة دون طيار هجومية تستخدم تقنيات التخفي تحت تطوير شركة ميكويان الروسية. إلا أن شركة "ميغ"، التي تعمل عدة سنوات على صنع الطائرات المسيرة المختلفة، لم تؤكد المعلومات حول "سكات"، مشيرة إلى أنها بيانات مغلقة.
وكان العمل على تطوير "سكات" قد بدأ في عام 2005. وقد تم عرض تصميم الطائرة بالحجم الكامل خلال معرض "ماكس-2007". وتم تعليق العمل، في عام 2012.
وتم تقديم نموذج "سكات" وفقا للمخطط الأيروديناميكي "الجناح الطائر". وتتمكن الطائرة المسيرة من حمل الصواريخ والقنابل.